# Азаревич, Дмитрий Иванович
Дми́трий Ива́нович Азаре́вич (1848—1920) — российский юрист, историк римского и византийского права, профессор Новороссийского и Варшавского университетов.

## Биография
Родился в Могилёвской губернии в семье профессора законоведения Горыгорецкого земледельческого института. Первоначально обучался в петербургской школе Св. Анны, потом — в 3-й Санкт-Петербургской гимназии, которую окончил с золотою медалью. В 1870 году окончил юридический факультет Петербургского университета, получив золотую медаль за выпускное сочинение «О договоре доверенности». Был оставлен при университете стипедиатом для приготовления к профессорскому званию по кафедре римского права; в 1872 году защитил магистерскую диссертацию «О различии между опекой и попечительством по римскому праву» и был послан в 1873 году за границу.
По возвращении в Россию, с 1876 года был экстраординарным профессором в Демидовском юридическом лицее. В феврале 1876 года представил в Московский университет докторскую диссертацию «Патриции и плебеи в Риме», которая была подвергнута строгой критике, в то время доцентом — С. А. Муромцевым. В 1877 году защитил в Новороссийском университете докторскую диссертациию «Прекариум по римскому праву», за которую получил степень доктора гражданского права. В мае 1882 года перешёл в звании ординарного профессора в Новороссийский университет; затем, в апреле 1887 года, назначен профессором Варшавского университета по кафедре гражданского судоустройства и судопроизводства. В 1890-е года дополнительно стал читать римское право.
Исследования Д. И. Азаревича касались трёх направлений: патриции и плебеи в Древнем Риме, пользование землёй в римском праве, христианство в античном мире. Он придерживался культурно-исторического взгляда на историю, отвергал авторитеты и общепринятые теории римского права, настойчиво выдвигая собственные теории, зачастую резко критиковавшиеся оппонентами.
Писал юридические статьи и рецензии в журналы «Русский вестник» и «Журнал гражданского и уголовного права».
В 1915 году состоял попечителем Первого мужского приходского училища и и начального училища для детей обоего пола в Калуге.
Скончался в 1920 году.

## Сочинения
- О различии между опекой и попечительством по римскому праву. — Санкт-Петербург : тип. т-ва "Обществ. польза", 1872
- Патриции и плебеи в Риме: Историко-юрид. исследование : В 2-х т.. — СПб.: Тип. т-ва «Общественная польза», 1875.
- Азаревич Д. И. 1 // История византийского права. — Ярославль: Тип. Г. В. Фалька, 1876. — 118 с.
- Азаревич Д. И. 2 // История византийского права. — Ярославль: Тип. Г. В. Фалька, 1877. — 351 с. Часть 1. Часть 2.
- Прекариум по римскому праву. — Ярославль : тип. Губ. правл., 1877
- Брачные элементы и их значение. — Ярославль, 1879.
- Античный мир и христианство. — Ярославль: Тип. Г. В. Фальк, 1880. — 85 с.
- Система римского права. — Т. I. — СПб., 1887; Т. II. — Варшава, 1888; Т. III. — Варшава, 1889.
- Правда в гражданском процессе. Журнал гражданского и уголовного права. Издание Санкт-Петербургского юридического общества. Книга I, январь — СПб.: Типография Правительствующего Сената, 1888. — С. 1—25.

## Рекомендуемая литература
- Головщиков К. Д. Павел Григорьевич Демидов и история основанного им в Ярославле училища (1803—1886 гг.). — Ярославль: Тип. Г. В. Фалька, 1887. — С. 137, 151.